# Brad Beven
Bradley „Brad“ Beven OAM (* 18. September 1969 in Mirriwinni) ist ein ehemaliger australischer Triathlet. Er zählte zu den besten Triathleten der 1990er-Jahre auf der Kurzdistanz, ist vierfacher Weltcup-Sieger und dreifacher Vizeweltmeister.

## Werdegang
Brad Beven fing als 13-Jähriger mit dem Triathlon an.
Im August 1989 startete er bei der Erstaustragung der Triathlon-Weltmeisterschaft und belegte in Avignon den sechsten Rang.
1990 wurde er in Auckland (Neuseeland) Zweiter bei den Commonwealth Games (hinter Rick Wells).
Brad Beven konnte in seiner aktiven Zeit 19 Weltcup-Rennen gewinnen und von 1992 bis 1995 viermal in Folge den ITU Triathlon World Cup für sich entscheiden.
Er ist fünffacher  australischer Meister und wurde 1990, 1994 sowie erneut 1995 Vizeweltmeister auf der Triathlon-Kurzdistanz (olympische Distanz: 1,5 km Schwimmen, 40 km Radfahren und 10 km Laufen).
2006 belegte er bei seinem letzten internationalen Start in Singapur beim ITU Triathlon Asian Cup den fünften Rang.
Heute führt er das Team BBT (Brad Beven Triathlon) in Brisbane.

## Auszeichnungen
- Für Verdienste um den Triathlonsport, insbesondere als Wettkämpfer und Förderer des Sports wurde er 2001 mit der Medaille des Order of Australia ausgezeichnet.[1]
- Triathlon Australia Hall of Fame 2013[2]
- Brad Beven wurde von der International Triathlon Union (ITU) im Jahr 2016 als Anerkennung für seine sportlichen Leistungen in deren Hall of Fame aufgenommen (zusammen mit Loretta Harrop).[3][4]

## Sportliche Erfolge
| Datum/Jahr    | Rang | Wettbewerb                        | Austragungsort | Zeit     | Bemerkung                                                            |
| ------------- | ---- | --------------------------------- | -------------- | -------- | -------------------------------------------------------------------- |
| 1. Juli 2006  | 5    | ITU Triathlon Asian Cup           | Singapur       | 01:52:23 |                                                                      |
| 12. Sep. 1999 | 34   | ITU Triathlon World Championships | Montreal       | 01:47:46 | Triathlon-Weltmeisterschaft auf der Kurzdistanz                      |
| 16. Nov. 1997 | 4    | ITU Triathlon World Championships | Perth          | 01:49:39 | Triathlon-Weltmeisterschaft auf der Kurzdistanz                      |
| 12. Nov. 1995 | 2    | ITU Triathlon World Championships | Cancún         | 01:49:22 | Vizeweltmeister                                                      |
| 1995          | 1    | ITU Triathlon World Cup 1995      | –              | –        | ITU-Triathlon-Weltcup-Sieger                                         |
| 4. Juni 1995  | 1    | ITU Triathlon World Cup           | Gérardmer      | 02:09:36 | beim Triathlon de Gérardmer                                          |
| 27. Nov. 1994 | 2    | ITU Triathlon World Championships | Wellington     | 01:51:49 | Vizeweltmeister                                                      |
| 26. Sep. 1994 | 1    | ITU Triathlon World Cup           | Gérardmer      | 01:51:36 | beim Triathlon de Gérardmer                                          |
| 1994          | 1    | ITU Triathlon World Cup 1994      | –              | –        | ITU-Triathlon-Weltcup-Sieger                                         |
| 22. Aug. 1993 | 4    | ITU Triathlon World Championships | Manchester     | 01:53:54 | Triathlon-Weltmeisterschaft auf der Kurzdistanz                      |
| 1993          | 1    | ITU Triathlon World Cup 1993      | –              | –        | ITU-Triathlon-Weltcup-Sieger                                         |
| 1992          | 1    | ITU Triathlon World Cup 1992      | –              | –        | ITU-Triathlon-Weltcup-Sieger                                         |
| 15. Sep. 1990 | 2    | ITU Triathlon World Championships | Orlando        | 01:52:40 | Vizeweltmeister                                                      |
| 1990          | 2    | Commonwealth Games 1990           | Auckland       |          | Triathlon wurde hier 1990 erstmals als „Sportart“ vorgestellt        |
| 6. Aug. 1989  | 6    | ITU Triathlon World Championships | Avignon        | 02:02:21 | erster Start bei der Triathlon-Weltmeisterschaft auf der Kurzdistanz |

(DNF – Did Not Finish)